# Yannick Rau
Yannick Rau (* 14. April 2001) ist ein ehemaliger deutscher Schauspieler. Von Folge 741 (16. Staffel) bis Folge 899 (21. Staffel) war er in der Rolle des Dominik Prinz von Blumenberg in der Kinder- und Jugendserie Schloss Einstein zu sehen. Er wuchs in El Paso (Texas) auf.
Nach seiner Rolle bei Schloss Einstein machte er sein Abitur und studierte Immobilienmanagement. Heute lebt er in Frankfurt am Main.

## Filmografie
- 2013–2018, 2021: Schloss Einstein
- 2019: In aller Freundschaft – Die jungen Ärzte